# 岸利至
岸 利至（きし としゆき、1969年10月17日 - ）は、日本の音楽プロデューサー、ミュージシャン、音楽監督、作曲家、編曲家。千葉県出身。血液型O型。

## 人物
abingdon boys school、JUNK FUNK PUNK、TWO TRIBES、ever-glee (ex PGP / STA )、NUL.、MATA-HARIのメンバーであり、tko、tko stream名義でソロ活動も行う。
様々なジャンルにおいて、作曲、演奏、アレンジ、プロデュース、リミックスなど幅広く活動。
高橋幸宏、細野晴臣、坂本龍一、Yellow Magic Orchestra、布袋寅泰、今井美樹、T.M.Revolution、SMAP、ゴスペラーズ、Cocco、Dr.StrangeLove、DAIGO☆STARDUST、谷口宗一、Tetsuya（L'Arc〜en〜Ciel）などのサポートも行う。
主な仕事として、中野裕之監督の映画『RED SHADOW 赤影』の音楽監督、Jリーグ公式入場曲「THE GLORY」の作・編曲・プロデュース、テレビ東京系『ガイアの夜明け』メインテーマの作・編曲。布袋と共にクエンティン・タランティーノ監督の映画『キル・ビル』の音楽を制作。

## 来歴
千葉県立東葛飾高等学校卒業後、中央大学法学部、ヤマハ音楽院に入学。
1991年、坂本龍一のシンセサイザー・オペレーターとしてキャリアをスタート。以後、YMO、今井美樹、ORIGINAL LOVE、布袋寅泰、THE ALFEE、高見沢俊彦（ソロ）などのライブ、レコーディングに参加するようになる。

## 音楽担当
- テレビ東京「日経スペシャル ガイアの夜明け」テーマソング「鼓動」作・編曲、挿入曲「夜空の花」編曲
- Jリーグ アンセム「THE GLORY」作・編曲
- 映画「RED SHADOW 赤影」（2001年公開）音楽監督/作・編曲
- 映画「七瀬ふたたび」（2010年公開）音楽監督/作・編曲
- BSフジ「古事記の世界」テーマ音楽、サウンドトラック 作・編曲
- ドキュメンタリー「淀川 2009-2010 -知られざる生命の営み-」 サウンドトラック　Ultras 「THE JAPANESE SOCCER ANTHEM」編曲
- 鹿島アントラーズ 「The Battle ver.2.2 for 鹿島アントラーズ」作・編曲
- チェンミン 「空」（from 「恋衣」）作・編曲
- 関西テレビ 「開拓者たち」作・編曲
- BSジャパン 「千の川の物語」作・編曲
- PS3/PS Vita用 Game 「J-Stars ビクトリーバーサス」 作・編曲 ※影山ヒロノブ・串田アキラ・きただにひろしが歌うテーマ曲「Fighting☆Stars」作・編曲
- PS3/PS Vita/Xbox 360用 Game 「Dragonball Z Battle Of Z」 作・編曲
- PS4/Xbox ソフト「ドラゴンボールファイターズZ」作・編曲
- PS4/Xbox ソフト「スーパーロボット対戦X」作・編曲
- PS Vita用ゲームソフト「デジモンワールド-next order-」
- スマホ用ゲーム「デジモンリンクス」
- ニンテンドー3DSゲームソフト「ドラゴンボールZ 超究極武闘伝」
- 海外版 PS2用ソフト「DRAGON BALL Z Tenkaichi 3」作・編曲
- 海外版 PS3/Xbox 360用 ソフト「Dragon Ball: Raging Blast」作・編曲
- 全世界版 PSP用 ソフト「ドラゴンボール タッグバーサス」作・編曲
- GAME 「Tから始まる物語」編曲
- CD-ROM「Render Organ」音楽プロデュース 作・編曲
- CD-ROM「ダールンの不思議な旅」作・編曲
- CM 「MasterCard」「資生堂 Optune 」etc. 作・編曲
- Music for YUKIHIRO TAKAHASHI THE TIE '95 作・編曲
- Music for YUKIHIRO TAKAHASHI THE TIE '96 作・編曲
- KRUD OP SE 作・編曲
- XYZ Tour OP SE 2016～2017 作・編曲
- Luz Tour OP SE 2015～2017 作・編曲
- After The Rain Live OP SE 2016 作・編曲
- 浦島坂田船 Live OP SE 2017 作・編曲

他、ゲーム音楽多数

## 編曲
- 西川貴教 「UNBROKEN (feat.布袋寅泰)」
- Cocco 「花も咲いたよな」他
- THE ALFEE 「Lifetime Love」他
- ゴスペラーズ 「astro note」他
- 森友嵐士 「駆け抜ける愛のうた 〜はじまりのday by day〜」(作・編曲)他
- クアイフ 「愛を教えてくれた君へ」他
- 鵜島仁文[注 2]「Trust You Forever」他
- 高見沢俊彦 「美旋律 ～Best Tune Takamiy～」編曲、シンセアレンジ
- 高橋みなみ 「愛しくて恋しすぎて」
- Royal Scandal「ファントムペイン」「幽世」他
- クアイフ 「ワタシフルデイズ」他
- XYZ 「Mirage Call」

## プロデュース作品
- THE ALFEE 「Dear My Life」「Lifetime Love/Wonderful Days」『新世界 -Neo Universe-』「Let It Go」『三位一体（シンセアレンジ）』など
- AVEC 「QUIET ROOM」
- AYABIE 「 ANSWER 」
- ARP 「桜」
- 石井ゆき 「Lavender Dream」（シングル）
- 鵜島仁文 「Free Judgement」「Sleepless Dreamer」 The KanLeKeeZ「G.S. meets The KanLeKeeZ」
- グン 「Super Ape」
- Cocco 「プランC」「アダンバレエ」
- Gorilla Attack 「Awakening To Alive(メメントモリ)」（松井常松 produce）
- ゴスペラーズ  『MO'BEAT』「 五つの鍵の伝説」「astro note」
- 酒井ミキオ 「Pieces」
- 椎名慶治（ex-Surface）  「Loop」(from「 S 」)
- 障子久美 「ACT 2 ROOM 11011」「Sittin' On The Air」
- JeniJeni 「本日開店」
- jenny01 「Ladymade」（作編曲）
- SMOOTH ACE 「GONE」（シングル）「REMAINS」「A Day In The Another Life Of Tokyo」
- School Food Punishment「Prog-Roid」
- SMAP 「LA FESTA」、 ”MIJ　Tour” 「Five Respect」「ダイナマイト」
- 高橋幸宏 「Portrait with No Name」
- 玉置成実 「NT GUNDAM COVER」
- 高見沢俊彦 「Kaleidoscope」「One Way Love」「Desire red Rose 2008」「雷神」「誘惑の太陽」
- DUSTZ 「ENDLESS BLUE」「Break & Peace / Void」
- 谷口宗一 「Beautifulday」、「神様へのお願い」（シングル）
- Turky 「Uのための白いエナジー」
- DAIGO☆STARDUST 「Rock The Planet」
- 高橋みなみ 「愛してもいいですか」
- T.M.Revolution 「UNDER:COVER」
- TVJESUS 「愛の神話」
- D'espairsRay「FINAL CALL」「LOVE IS DEAD」
- NOKKO 「天使のラブソング」（シングル）「Colored」「RHYMING CAFE」
- ビビアン・スー 「不敗の恋人」
- ベイビーレイズJAPAN 「○○◯」（JFPプロデュース）
- 松永英也 「Dreams」
- 森友嵐士 「PEACE ROCK」 「駆け抜ける愛のうた -はじまりのday by day-」（作曲）
- 美裕リュウ 「ガーディニア」
- 吉野佐和子 「I Love You」
- luz 「SISTER」
- レナード衛藤 「Power and Patience」
- Les5-4-3-2-1 「Un」「duex」「Pre Pop」「12 x 2」「1973」

## アルバムプロデュース作品
- D'espairsRay 「MONSTERS」
- ViViD 「THE PENDULUM」
- Refrain Refrain 「Breezing」
- トランジスターグラマー 「Trans Pop」
- SOUP 「CHANGE YOUR MIND」
- 竹中直人 「Merci Boku」「Eraser Head」
- TOMOVSKY 「LEISURE」「ORANGE FICTION」
- ViViD 「PENDULUM」
- luz 「Reflexion」「Labyrinth」
- Royal Scandal 「Q&A -Queen and Alice-」「チェシャーゲーム」「777 -Three Seven-」

## プログラミング作品
- 布袋寅泰 「GUITARHYTHM VI」「Still Dreamin’」「GUITARHYTHM Ⅶ」他多数
- 高橋幸宏 「The Dearest Fool」他
- コブクロ 「TIMELESS WORLD」他
- エレファントカシマシ 「ガストロンジャー」他
- 石川さゆり 「春夏秋冬」(小渕健太郎/作編曲)
- 古澤剛 「天の川」(小渕健太郎プロデュース)

## リミックス作品
- 高橋幸宏 「音楽殺人 remix」「I'm not in Love」「Fool On Earth」
- 高野寛 「Blue Stone (cool version)」
- COLD CUT 「CLONED AGAIN」
- 布袋寅泰 『TONIGHT I'M YOURS』『B-SIDE RENDEZ-VOUS』「VAMPIRE」「LOVE JUNKIE」
- the autumn stone 「僕らが自由になれる時」
- Feathers In Disorder 「No Body Knows」
- 相川七瀬 「SEVEN SEAS」
- 石垣愛 「Baby It's Alright」
- J Remix 「Perfect World」

## アーティスト作品
- tko 「tko」
- abingdon boys school 「abingdon boys school」「ABINGDON ROAD」
- JUNK FUNK PUNK 「JUNK FUNK PUNK」「BIG FISH!」「TOUR 2010 Celebration」「PNEUMA」「PUNK JUNK FUNK」
- TWO TRIBES 「TRICK or TRUTH」「SILENT BATTLEFIELD」「TWO TRIBES」
- UKA 「UKA」
- Groove Syndicate「1」(松井常松、布袋寅泰、OE、tkoのユニット)
- CINETECHNO「Love」「Yukihiro collection」
- ever-glee「ever-glee」
- NUL.「XStream」「ANOTHER FACE」「maboroshi」「Plastic Factory」「BLACK SWAN」「KaliMa」「nomad」「TRIBRID ARCHIVE」「From Deep Underground」「EVILA」
- tko stream 「tko stream」

## ライブ・ツアー参加
- 1990　PIZZICATO FIVE Live
- 1991　坂本龍一ツアー「Heart Beat」
- 1993　YMO再生ライブ「TECHNODON」
- 1993　今井美樹ツアー「Flow Into Space」
- 1995　藤井フミヤツアー「FFF」
- 1999　今井美樹ツアー「未来」
- 2000-2001　布袋寅泰ツアー「Rock The Future Tour」
- 2002　布袋寅泰ツアー 「Scorpio Rising Tour」
- 2003-2004　布袋寅泰 「Doberman Tour」
- 2003　TETSU69
- 2003　SmoothAce
- 2004　今井美樹ツアー 「DREAM TOUR」
- 2005　布袋寅泰ツアー 「Monster Drive Tour」
- 2006　布袋寅泰ツアー 「All Time Super Best Tour」
- 2007　abingdon boys school 「MATCH UP '07」
- 2008　abingdon boys school 「JAPAN TOUR 2008、a.b.s.MATCH UP '08』
- 2009　abingdon boys school 「MATCH UP '09、a.b.s. Europe Tour」
- 2009　布袋寅泰ツアー「Guitarhythm V」
- 2010　abingdon boys school 「JAPAN TOUR 2010」
- 2010　TETSUYA  FIRST TOUR 2010 「ルーレットを回せ！」
- 2011　TETSUYA TOUR 2011「COME ON! FEEL THE LIGHT!」
- 2011　布袋寅泰ツアー「 THE ANTHOLOGY "一期一会" MEMORIAL SUPER BEST TOUR」
- 2013　布袋寅泰ツアー「Rock'n Roll Revolution Tour 2013」
- 2014　布袋寅泰ツアー「TOMOYASU HOTEI JAPAN TOUR 2014-Into the Light-」
- 2015　森友嵐士ツアー「PEACEROCK」
- 2016　布袋寅泰ツアー「Maximum Emotion Tour」「ASIA Tour」
- 2017　曾我泰久ツアー「曾我 泰久 LIVE！LIVE！LIVE！-デジタル★ロック編」」
- 2017　布袋寅泰ツアー「PARADOX Tour」
- 2018　布袋寅泰ツアー「TONIGHT I'M YOURS」
- 2019　布袋寅泰ツアー「GUTARHYTHM Ⅵ」
- 2019　布袋寅泰ツアー「GUTARHYTHM Ⅵ REPRISE」
- 2020　abingdon boys school abingdon boys school JAPAN TOUR 2020 presented by WOWOW」(配信)
- 2021　布袋寅泰 「HOTEI 40th ANNIVERSARY Live "Message from Budokan"」(配信)
- 2021　布袋寅泰ツアー「HOTEI 40th Anniversary 〜Double Fantasy Tour〜 "BLACK or WHITE ?"」
- 2022　布袋寅泰ツアー「HOTEI the LIVE 2022 “Still Dreamin’ Tour”」
- 2022　TETSUYA “20th ANNIVERSARY LIVE”
- 2022　NUL.ツアー 「LIVE TOUR 2022 "EVILA"」
- 2022 「サントリー1万人の第九」
- 2022  布袋寅泰 「HOTEI the LIVE 2022 Rock'n Roll Circus “40th Anniversary Final Party!”」
- 2023　布袋寅泰 「HOTEI the LIVE 2023 “GUITARHYTHM VII TOUR”」
- 2024   COMPLEX　「20240515-16 日本一心」

## その他
- 高校時代はフェンシング部所属。全国大会にも出場（『NEWSMAKER』2006年12月号インタビューより）。